# Vulkaansalangaan
De vulkaansalangaan (Aerodramus vulcanorum; synoniem: Collocalia vulcanorum) is een vogel uit de familie Apodidae (gierzwaluwen).

## Verspreiding en leefgebied
Deze soort is endemisch op Java, een eiland in Indonesië.